# David Ruelle

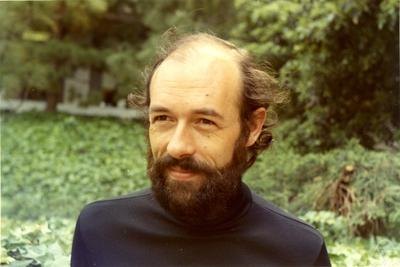
David Ruelle

David Ruelle (Gent, 20 augustus 1935) is een Belgische natuurkundige. Zijn werk richt zich vooral op statistische mechanica en niet-lineaire dynamica (chaostheorie). Hij is de grondlegger van de moderne wiskundige formulering van de statistische evenwichtsmechanica en hij creëerde een streng kader voor de studie van faseovergangen. Hij is een leidinggevende figuur op het vlak van chaostheorie en dynamische systemen door zijn ontdekking van het verband tussen het ontstaan van turbulentie in vloeistoffen en het ontstaan van strange attractors.
Ruelle is professor aan het Franse Institut des hautes études scientifiques te Bures-sur-Yvette.

## Biografie
David Ruelle werd in Gent geboren op 20 augustus 1935. Hij studeerde civiele techniek aan de universiteit van Bergen (Université de Mons-Hainaut), waar hij in 1955 het diploma van kandidaat burgerlijk ingenieur behaalde, en wiskunde en natuurkunde aan de Vrije Universiteit Brussel (VUB), waar hij datzelfde jaar kandidaat in wiskunde en natuurkunde werd. Hierna studeerde hij verder aan de VUB om daar in 1957 te promoveren als natuurkundige en in 1959 zijn doctoraat in de natuurkunde te behalen. Sinds 1964 is hij professor aan het Franse Institut des hautes études scientifiques, waar hij in 2000 gehonoreerd werd. In 2004 ontving hij de Matteucci Medal en in 2014 de Max Planck-medaille.